# 大関行江
大関 行江（おおぜき ゆきえ）（現姓木村）は、大阪府出身の元卓球選手。日本卓球協会6段。角丸型の日本式ペンホルダーを用いて、主に前陣でツッツキを主体とした「ツッツキ主戦型」とも呼ばれる独特のプレースタイルで、1970年代に多くのタイトルを獲得し活躍した。

## 経歴
大阪府池田市立北豊島中学校から四天王寺高等学校を経て青山学院大学に進学、1967年の関東学生新人卓球選手権大会では女子シングルス、ダブルスで優勝した。1968年ジャカルタで行われたアジア卓球選手権では女子シングルス、ダブルスで優勝、団体で準優勝した。
1971年の世界卓球選手権名古屋大会では小和田敏子、大場恵美子、今野安子と共に女子団体で優勝を果たした。
大学を卒業後は三井銀行でプレーを続けた。

## 主な成績
- 世界卓球選手権
  - 第31回世界卓球選手権名古屋大会（1971年）女子ダブルス3位、女子団体優勝
  - 第32回世界卓球選手権サラエボ大会（1973年）女子団体3位
  - 第33回世界卓球選手権カルカッタ大会（1975年）女子ダブルス3位、混合ダブルス3位、女子団体3位

- アジア卓球選手権
  - 1967年シンガポール大会 女子ダブルス準優勝
  - 1968年ジャカルタ大会 女子シングルス優勝、女子ダブルス優勝、女子団体準優勝
  - 1972年北京大会 女子シングルス準優勝、混合ダブルス3位、女子団体準優勝
  - 1974年横浜大会 女子シングルス準優勝、女子ダブルス準優勝、女子団体優勝

- 全日本卓球選手権大会
  - 女子シングルス優勝4回（1970年、1971年、1973年、1975年）
  - 混合ダブルス優勝4回（1967年、1970年、1974年、1975年）